# Burkholderia cenocepacia
Burkholderia cenocepacia — грам-негативна бактерія, звичайна в навколишньому середовищі, можливо, викликає хворобу в рослинах. Вона є опортуністичним патогеном людини, її інфекції звичайні у хворих на кістозний фіброз і хронічну гранулематозну хворобу та часто фатальні. Спочатку бактерія була названа B. cepacia, але потім цей вид був розщеплений на дев'ять окремих видів  з яких B. cenocepacia — найкраще вивчений вид .